# Celebration Day (phim)
Celebration Day là bộ phim trình diễn trực tiếp của ban nhạc rock người Anh, Led Zeppelin, trong buổi diễn tưởng nhớ Ahmet Ertegun tại The O2 Arena vào ngày 10 tháng 12 năm 2007. Bộ phim được phát hành hạn chế kể từ ngày 17 tháng 10 năm 2012, rồi sau đó được bày bán trong các định dạng video khác vào ngày 19 tháng 11 cùng năm. Buổi diễn, video cũng như album theo kèm đều nhận được rất nhiều đánh giá tích cực, trong đó có Giải Grammy cho Album Rock xuất sắc nhất vào năm 2014.

## Danh sách ca khúc
Tất cả các ca khúc đều thuộc bản quyền của WB Music Corp. (ASCAP)
Set
1. "Good Times Bad Times" (John Bonham, John Paul Jones, và Jimmy Page) – 3:12
2. "Ramble On" (Page và Robert Plant) – 5:45
3. "Black Dog" (Jones, Page, và Plant) – 5:53
4. "In My Time of Dying" (Bonham, Jones, Page, và Plant) – 11:11
5. "For Your Life" (Page và Plant) – 6:40
6. "Trampled Under Foot" (Jones, Page, và Plant) – 6:20
7. "Nobody's Fault but Mine" (Page và Plant) – 6:44
8. "No Quarter" (Jones, Page, và Plant) – 9:22
9. "Since I've Been Loving You" (Jones, Page, và Plant) – 7:52
10. "Dazed and Confused" (Page; phỏng theo Jake Holmes) – 11:44
11. "Stairway to Heaven" (Page và Plant) – 8:49
12. "The Song Remains the Same" (Page và Plant) – 5:47
13. "Misty Mountain Hop" (Jones, Page, và Plant) – 5:08
14. "Kashmir" (Bonham, Page, và Plant) – 9:07

Encore thứ nhất
1. "Whole Lotta Love" (Bonham, Willie Dixon, Jones, Page và Plant) – 7:26

Encore thứ hai
1. "Rock and Roll" (Bonham, Jones, Page, và Plant) – 4:35

Video bonus
- Bản thu nháp tại Shepperton
- Buổi thu tại BBC

## Thành phần tham gia sản xuất
Led Zeppelin
- Jason Bonham – trống, định âm, hát nền trong "Good Times Bad Times" và "Misty Mountain Hop".
- John Paul Jones – bass, keyboard.
- Jimmy Page – guitar, sản xuất
- Robert Plant – hát, harmonica trong "Nobody's Fault But Mine", sắc-xô trong "In My Time of Dying" và "Stairway to Heaven".

Các nghệ sĩ khác
- Big Mick – chỉnh âm trực tiếp.
- Dick Carruthers – đạo diễn hình ảnh.
- John Davis – chỉnh âm.
- Alan Moulder – trộn âm trực tiếp.
- Victor Riva – hiệu ứng âm thanh.

## Chứng chỉ
| Quốc gia                                                                           | Chứng nhận  | Số đơn vị/doanh số chứng nhận |
| ---------------------------------------------------------------------------------- | ----------- | ----------------------------- |
| Úc (ARIA)                                                                          | Vàng        | 35.000^                       |
| Brasil (Pro-Música Brasil)                                                         | Bạch kim    | 40.000*                       |
| Canada (Music Canada)                                                              | 2× Bạch kim | 160.000^                      |
| Đan Mạch (IFPI Đan Mạch)                                                           | Vàng        | 10.000^                       |
| Phần Lan (Musiikkituottajat)                                                       | Vàng        | 13,999                        |
| Pháp (SNEP)                                                                        | Vàng        | 50.000*                       |
| Hungary (Mahasz)                                                                   | Vàng        | 3.000^                        |
| Ireland (IRMA)                                                                     | Vàng        | 7.500^                        |
| Ý (FIMI)                                                                           | Vàng        | 30.000*                       |
| México (AMPROFON)                                                                  | Vàng        | 30.000^                       |
| New Zealand (RMNZ)                                                                 | Bạch kim    | 15.000^                       |
| Ba Lan (ZPAV)                                                                      | Kim cương   | 0*                            |
| Anh Quốc (BPI)                                                                     | Vàng        | 100.000^                      |
| * Chứng nhận dựa theo doanh số tiêu thụ. ^ Chứng nhận dựa theo doanh số nhập hàng. |             |                               |